# Bir Tawil

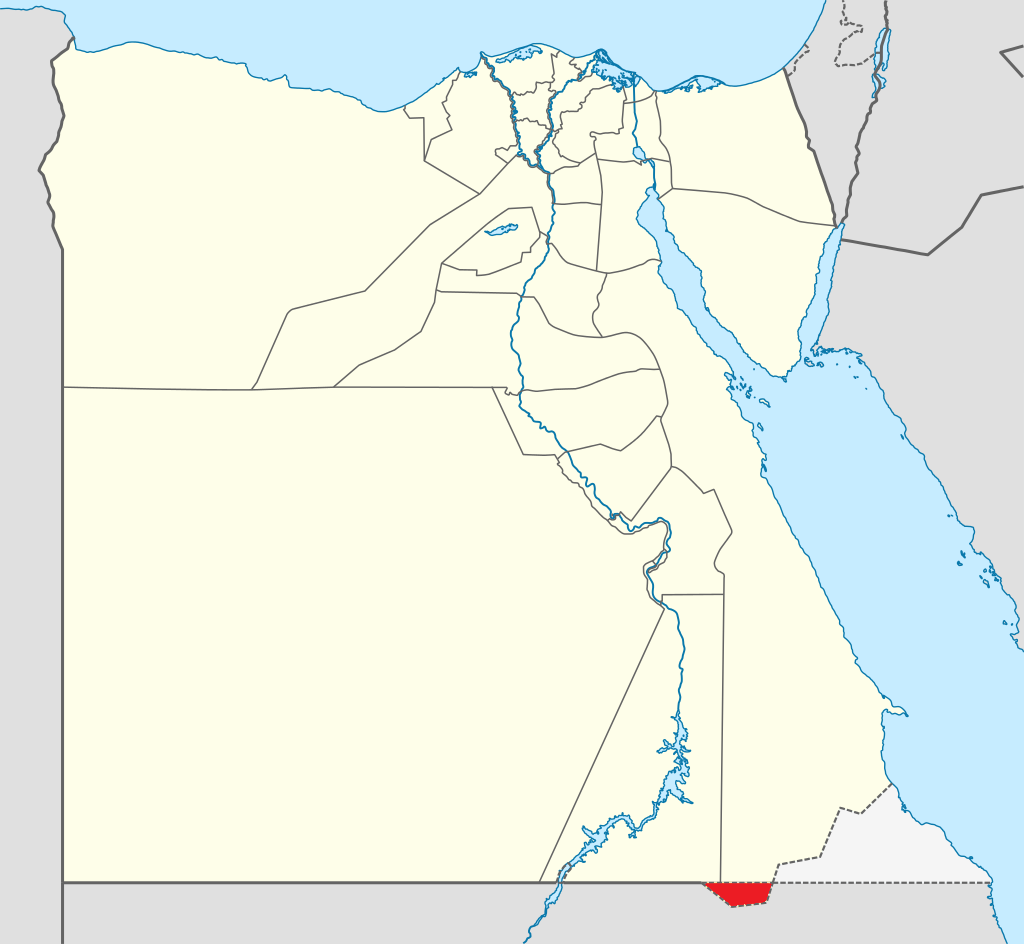
Mapa Egiptu z zaznaczonym obszarem Bir Tawil (obok sporny Trójkąt Hala’ib).

Bir Tawil (arab. بير طويل) − obszar o powierzchni 2060 km², położony przy granicy egipsko-sudańskiej, wzdłuż równoleżnika 22°N. Obszar ten jest wyróżniany, ponieważ według ustalonej w 1899 roku granicy znajduje się w Sudanie, pozostaje jednak od delimitacji granicy w 1902 roku pod administracją Egiptu.
Obszar ma kształt trapezu o długości południowej granicy równej 46 km, północnej 95 km i rozciągłości południkowej 26-31 km. Rejon znalazł się pod administracją egipską, gdyż jest zasiedlony przez plemię Ababde, które żyje na jednolitym obszarze ciągnącym się od Bir Tawil do Asuanu.

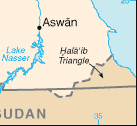
Terytoria sporne: Trójkąt Hala’ib (na wschodzie) i Bir Tawil (na zachodzie)

Drugim obszarem o spornym statusie jest Trójkąt Hala’ib, zamieszkany przez sudańskie plemiona i formalnie znajdujący się pod władzą Sudanu, faktycznie zaś kontrolowany przez Egipcjan.
Obecnie Egipt popiera rozwiązanie sporu poprzez powrót do granicy z 1899 roku, czyli oddanie Sudanowi Bir Tawil w zamian za Trójkąt Hala'ib, natomiast Sudan stoi na stanowisku odwrotnym, domagając się zatwierdzenia przebiegu granicy z 1902 r. jako oficjalnej.
W efekcie obie strony sporu roszczą sobie prawo do rejonu Hala'ib, natomiast żadne z państw nie chce pozostawienia w swoich granicach Bir Tawil, który jest terytorialnie dziesięciokrotnie mniejszy od Trójkąta Hala'ib.
W północnej części rejonu leży góra Dżabal Tawil (21°57′56″N 33°48′05″E, 459 m n.p.m., جبل طويل), a we wschodniej Dżabal Hadżar az-Zarka (662 m n.p.m.).